# Cristian Techera
Cristian Techera est un footballeur uruguayen né le 31 mai 1992 à Paysandú. Il évolue au poste d'attaquant avec le CA Belgrano.

## Carrière
Le 9 avril 2015, Techera est prêtés aux Whitecaps de Vancouver en MLS.

## Palmarès
vierge